# Богданово (Псковський район)
Богданово (рос. Богданово) — присілок в Псковському районі Псковської області Російської Федерації.
Населення становить 285 осіб. Входить до складу муніципального утворення Єршовська волость.

## Історія
Від 2015 року входить до складу муніципального утворення Єршовська волость.

## Населення
| 2001 | 2002 | 2010 |
| ---- | ---- | ---- |
| 275  | ↗466 | ↘285 |